# Conquest: Frontier Wars
Conquest: Frontier Wars est un jeu vidéo de stratégie en temps réel développé par Fever Pitch Studios et publié par Ubisoft en 2001 sur PC. Le jeu se déroule dans un univers de science-fiction et retrace les affrontements entre trois factions : les humains et deux races d’extraterrestres. Le jeu propose un gameplay classique pour un jeu de ce type. Le joueur doit ainsi collecter des ressources sur des astéroïdes, qui lui permettent de construire des bâtiments et de produire des unités. Il propose cependant quelques fonctionnalités originales, comme la gestion des lignes d’approvisionnement et la possibilité d’assigner une flotte de vaisseau à un amiral, contrôlé par l’intelligence artificielle, qui gère ensuite cette dernière à la place du joueur, comme dans Conflict Zone. De plus, les parties ne se déroulent pas sur une unique carte mais sur plusieurs secteurs reliés entre eux par des trous noirs. 

## Trame
Conquest: Frontier Wars se déroule dans un futur de science-fiction dans lequel les humains, après avoir traversé un trou de ver récemment découvert, se retrouvent confrontés à deux races d’extraterrestres. La première, les Celareons, est constituée d’être d’énergie pure et est particulièrement évolué alors que la seconde, les Mantis, est constituée d’insectoides.

## Système de jeu
Conquest: Frontier Wars est un jeu de stratégie en temps réelqui retrace les affrontements entre trois factions, les humains et deux races d’extraterrestres, dans des systèmes solaires constitués de planètes, de champs d’astéroïdes et de nébuleuses. Il propose un gameplay classique pour un jeu de ce type. Le joueur doit ainsi collecter des ressources sur des astéroïdes afin de construire des infrastructures autour des planètes, de fabriquer des vaisseaux spatiaux et de conduire des recherches technologiques. Le nombre de planète dans chaque système est relativement limité mais ils contiennent également des trous de ver qui permettent d’accéder à d’autres systèmes. Le joueur peut prendre possession de ces trous de ver en y construisant une porte spatiale, qui apparait alors dans les deux systèmes. Outre les trous de ver, une autre originalité du jeu réside dans sa gestion des lignes d’approvisionnement, qui peuvent notamment passer par les portes spatiales. Les unités peuvent en effet se retrouver à court de munition pendant un affrontement et doivent alors retourner à leur base pour en récupérer, ou être approvisionné par un vaisseau destiné à cet effet. Le jeu permet enfin d’assigner un amiral à une flotte de vaisseau, qui se déplace alors comme un seul homme, bénéficie du bonus associé à cet amiral.

## Développement
Le jeu est initialement développé par le studio Digital Anvil pour l’éditeur Microsoft. Du fait du retard pris dans le développement, le jeu est finalement abandonné par Microsoft et ses développeurs quittent le studio pour fonder Fever Pitch Studios et terminer le jeu, et c’est finalement Ubisoft qui publie le jeu en 2001,,.

## Accueil
| Conquest: Frontier Wars |      |       |
| Média                   | Pays | Notes |
| Computer Gaming World   | US   | 4/5   |
| Gamekult                | FR   | 8/10  |
| GameSpot                | US   | 82 %  |
| Gen4                    | FR   | 6/20  |
| Jeuxvideo.com           | FR   | 16/20 |
| Joystick                | FR   | 70 %  |
| PC Gamer UK             | GB   | 72 %  |
| PC Zone                 | GB   | 82 %  |